# Orbital (banda)
Orbital es un dúo británico de música electrónica originario de Sevenoaks, Inglaterra  que está formado por los hermanos Paul y Phil Hartnoll. Su carrera transcurrió originalmente entre 1989 y 2004. Sin embargo, en 2009 anunciaron que se volvían a reunir y serían los cabezas de cartel en el festival «The Big Chill», así como su participación en otros conciertos durante ese mismo año. El nombre de la banda está tomado de la autopista de circunvalación del área metropolitana de Londres, la autopista M25, que fue clave en los inicios de la escena rave y la red fiestera en el sureste de Inglaterra durante los principios del acid house.
Orbital fue uno de los nombres clave de la electrónica británica durante la década de los 90, gozando de un gran éxito tanto comercial como de crítica. Una de sus señas de identidad, y por la que fueron particularmente conocidos en sus comienzos, son sus improvisaciones en directo, cosa especialmente rara entre los artistas del género de la electrónica. Sus primeras influencias hunden sus raíces en el punk y la primera electrónica.
Han publicado discos como Snivilisation o In Sides, además de producir a otros grupos. También han participado en bandas sonoras de películas como The Saint y Event Horizon.

## Discografía

### Álbumes de estudio
- 1991: Orbital (también conocido como Orbital 1 o Green Album) #71 en el Reino Unido
- 1993: Orbital (también conocido como Orbital 2 o  Brown Album) #28 en el Reino Unido
- 1994: Snivilisation, #4 en el Reino Unido
- 1996: In Sides, #5 en el Reino Unido
- 1999: The Middle of Nowhere, #4 en el Reino Unido
- 2001: The Altogether #11  Reino Unido
- 2004: Blue Album, #44 en el Reino Unido
- 2012: Wonky #22 en el Reino Unido
- 2018: Monsters Exist
- 2023: Optical Delusion

### Álbumes recopilatorios
- 1994: Peel Session
- 1994: Diversions
- 2002: Work 1989-2002 #36 en el Reino Unido
- 2002: The Bedroom Sessions, selección hecha por Orbital
- 2002: Back to Mine, DJ mix
- 2005: Halcyon
- 2009: Orbital 20
- 2022: 30 Something
- 2024: A Beginner's Guide

### Sencillos y EPs
- 1990: «Chime»
- 1990: «Omen»
- 1991: «Satan (III EP)»
- 1991: «Midnight/Choice»
- 1992: «Mutations»
- 1992: «Radiccio»
- 1993: «Lush»
- 1994: «Peel Session/Diversions»
- 1994: «Are We Here?»
- 1995: «Belfast/Wasted»
- 1996: «Times Fly»
- 1996: «The Box»
- 1996: «Satan Live/Satan Spawn»
- 1997: «The Saint»
- 1999: «Style»
- 1999: «Nothing Left»
- 2000: «Beached» (en colaboración con Angelo Badalamenti)
- 2001: «Funny Break (One is Enough)»
- 2001: «Illuminate»
- 2002: «Rest» y «Play»
- 2004: «One Perfect Sunrise/You Lot»
- 2010: «Don't Stop Me/The Gun Is Good»
- 2012: «Wonky»
- 2012: «Where Is It Going?»
- 2012: «New France» con Zola Jesus
- 2013: «Christmas Chime»
- 2017: «Kinetic 2017»
- 2017: «Copenhaguen»

### Bandas sonoras
- 1997: Event Horizon con Michael Kamen. #83 en el Reino Unido
- 2003: Octane
- 2012: Pusher

### Canciones incluidas
- 1995: Hackers, «Halcyon + On + On»
- 1995: Johnny Mnemonic, «Sad But True»
- 1995: Mortal Kombat, «Halcyon + On + On»
- 1997: Spawn, «Satan», con Kirk Hammett
- 1997: The Saint, «The Saint», editado como sencillo y como bonus track en ediciones posteriores de In Sides
- 1997: A Life Less Ordinary, «The Box», «Dŵr Budr»
- 1998: Pi, «P.E.T.R.O.L», de In Sides
- 1999: Human Traffic, «Belfast»
- 2000: Groove, «Halcyon + On + On»
- 2000: La playa, «Beached»,  con Angelo Badalamenti)
- 2001: CKY2K, «Halcyon + On + On»
- 2002: xXx, «Technologicque Park»
- 2003: Dr. Who, «Who?», incluido en The Altogether
- 2003: Keen Eddie, banda sonora del primer episodio
- 2004: Mean Girls, «Halcyon + On + On»
- 2005: Project Gotham Racing 3, «Tunnel Vision» de Blue Album
- 2007: Forza Motorsport 2, «Nothing Left 2»

Algunas de sus canciones han sido incluidas en distintas versiones del videojuego Wipeout.